# 湯姆·辛普森
湯姆·辛普森（英語：Tom Simpson，1937年11月30日—1967年7月13日），被譽為英國其中一個最偉大的單車運動員，曾於1956年夏季奥林匹克运动会贏得場地單車季軍及1958年大英帝国和英联邦运动会亞軍，於1959年以21歲之齡加入法國職業公路車隊聖-拉斐爾-R·傑米尼亞尼-鄧祿普，翌年晉升到他們的第一梯隊拉法-吉塔內-鄧祿普，並於1961年贏得環法蘭德斯賽冠軍。在1967年環法單車賽於旺图山的上坡路段，湯姆·辛普森突然猝死，終年29歲。